# Tillandsia variabilis
Tillandsia variabilis är en gräsväxtart som beskrevs av Diederich Franz Leonhard von Schlechtendal. Tillandsia variabilis ingår i släktet Tillandsia och familjen Bromeliaceae. Inga underarter finns listade i Catalogue of Life.